# Schi fond la Jocurile Olimpice de iarnă din 2022 - sprint clasic echipe (masculin)
Proba de schi fond sprint clasic pe echipe masculin de la Jocurile Olimpice de iarnă din 2022 de la Beijing, China a avut loc pe 16 februarie 2022 la Centrul de schi nordic și biatlon din Guyangshu din Zhangjiakou.

## Program
Orele sunt orele Chinei (ora României + 6 ore).
| Dată         | Ora                     | Rundă             |
| ------------ | ----------------------- | ----------------- |
| 16 februarie | 17:40-18:30 19:30-20:00 | Semifinale Finală |

## Rezultate

### Semifinale
| Loc | Seria | Număr de concurs | Țară                       | Sportivi                                 | Timp     | Note |
| --- | ----- | ---------------- | -------------------------- | ---------------------------------------- | -------- | ---- |
| 1   | 1     | 1                | Norvegia                   | Erik Valnes Johannes Høsflot Klæbo       | 20:17,28 | C    |
| 2   | 1     | 3                | Franța                     | Hugo Lapalus Richard Jouve               | 20:17,36 | C    |
| 3   | 1     | 2                | Finlanda                   | Iivo Niskanen Joni Mäki                  | 20:17,81 | C    |
| 4   | 1     | 7                | Canada                     | Antoine Cyr Graham Ritchie               | 20:18,71 | C    |
| 5   | 1     | 11               | Estonia                    | Henri Roos Martin Himma                  | 20:24,29 |      |
| 6   | 1     | 9                | Belarus                    | Aliaksandr Voranau Yahor Shpuntau        | 20:34,07 |      |
| 7   | 1     | 5                | Cehia                      | Luděk Šeller Michal Novák                | 20:36,70 |      |
| 8   | 1     | 8                | Slovenia                   | Vili Črv Miha Šimenc                     | 20:43,03 |      |
| 9   | 1     | 6                | România                    | Paul Pepene Raul Popa                    | 21:03,35 |      |
| 10  | 1     | 4                | Marea Britanie             | James Clugnet Andrew Young               | 21:15,27 |      |
| 11  | 1     | 12               | Australia                  | Phillip Bellingham Seve de Campo         | 21:17,35 |      |
| 12  | 1     | 13               | Lituania                   | Modestas Vaičiulis Tautvydas Strolia     | 22:17,79 |      |
| 13  | 1     | 10               | Coreea de Sud              | Kim Min-woo Jeong Jong-won               | 22:56,16 |      |
| 1   | 2     | 15               | Italia                     | Francesco De Fabiani Federico Pellegrino | 20:06,99 | C    |
| 2   | 2     | 16               | Suedia                     | William Poromaa Oskar Svensson           | 20:07,57 | C    |
| 3   | 2     | 17               | Elveția                    | Jonas Baumann Jovian Hediger             | 20:07,67 | C    |
| 4   | 2     | 21               | Austria                    | Michael Föttinger Benjamin Moser         | 20:07,78 | C    |
| 5   | 2     | 14               | COR                        | Alexander Bolshunov Alexander Terentyev  | 20:07,85 | LL   |
| 6   | 2     | 19               | Statele Unite ale Americii | Ben Ogden JC Schoonmaker                 | 20:11,42 | LL   |
| 7   | 2     | 20               | China                      | Wang Qiang Shang Jincai                  | 20:12,40 |      |
| 8   | 2     | 23               | Polonia                    | Maciej Staręga Kamil Bury                | 20:19,87 |      |
| 9   | 2     | 24               | Ucraina                    | Oleksii Krasovskyi Ruslan Perekhoda      | 20:48,40 |      |
| 10  | 2     | 25               | Islanda                    | Snorri Einarsson Isak Stianson Pedersen  | 21:05,66 |      |
| 11  | 2     | 22               | Letonia                    | Raimo Vīgants Roberts Slotiņš            | 21:06,82 |      |
| 12  | 2     | 18               | Germania                   | Albert Kuchler Janosch Brugger           | 21:20,39 |      |

### Finala
| Loc | Număr de concurs | Țară                       | Sportivi                                 | Timp     | Diferență |
| --- | ---------------- | -------------------------- | ---------------------------------------- | -------- | --------- |
| 1   | 1                | Norvegia                   | Erik Valnes Johannes Høsflot Klæbo       | 19:22,99 | —         |
| 2   | 2                | Finlanda                   | Iivo Niskanen Joni Mäki                  | 19:25,45 | +2,46     |
| 3   | 14               | COR                        | Alexander Bolshunov Alexander Terentyev  | 19:27,28 | +4,29     |
| 4   | 16               | Suedia                     | William Poromaa Oskar Svensson           | 19:38,05 | +15,06    |
| 5   | 7                | Canada                     | Antoine Cyr Graham Ritchie               | 19:45,30 | +22,31    |
| 6   | 15               | Italia                     | Francesco De Fabiani Federico Pellegrino | 19:48,42 | +25,43    |
| 7   | 3                | Franța                     | Hugo Lapalus Richard Jouve               | 19:58,37 | +35,38    |
| 8   | 17               | Elveția                    | Jonas Baumann Jovian Hediger             | 20:04,35 | +41,36    |
| 9   | 19               | Statele Unite ale Americii | Ben Ogden JC Schoonmaker                 | 20:28,07 | +1:05,08  |
| 10  | 21               | Austria                    | Michael Föttinger Benjamin Moser         | 21:15,00 | +1:52,01  |